# Rozejm w Mitawie
Rozejm w Mitawie – rozejm w wojnie ze Szwecją o Inflanty zawarty w Mitawie 10 sierpnia 1622. Rozejm ten pozostawiał Polsce lenno kurlandzkie oraz południowo-wschodnie Inflanty z Dyneburgiem. Tę część Inflant zaczęto nazywać 
Inflantami Polskimi. Szwecja natomiast, zatrzymywała pozostałą część Inflant. Rozejm trwał do marca 1625, przerwany działaniami wojennymi na Litwie, w wyniku których wybuchła wojna polsko-szwedzka 1626-1629.